# Mabe Bethônico
Mabe Bethônico (Belo Horizonte, 1966) é artista plástica, pesquisadora e professora brasileira. Desde 2017, reside em Genebra, na Suíça. Foi professora da Escola de Belas Artes da UFMG entre 2001 e 2017, pesquisadora na Ecole Superieure d’Art Annecy Alpes (ESAAA) e atualmente leciona na HEAD–Genève. Ela se interessa por temas como geografia, geologia, história e etnografia, partindo de arquivos e acervos e explorando os limites da documentação e da ficção.
Seu trabalho é exibido internacionalmente, como na Bienal de Arquitetura de Veneza em 2021, nas 27ª e 28ª Bienais de São Paulo, no MAM e MIS de São Paulo, Museu de Arte da Pampulha (Belo Horizonte), Centre Pompidou (Paris), Centre de la Photographie (Genebra), Museo de Antioquia (Medellín), Kunstverein München (Munique), HMKV (Dortmund), Kunsthal Aarhus, Nottingham Contemporary, dentre outros. Seu trabalho é regularmente mencionado na imprensa de arte latino-americana e internacional.

## Biografia

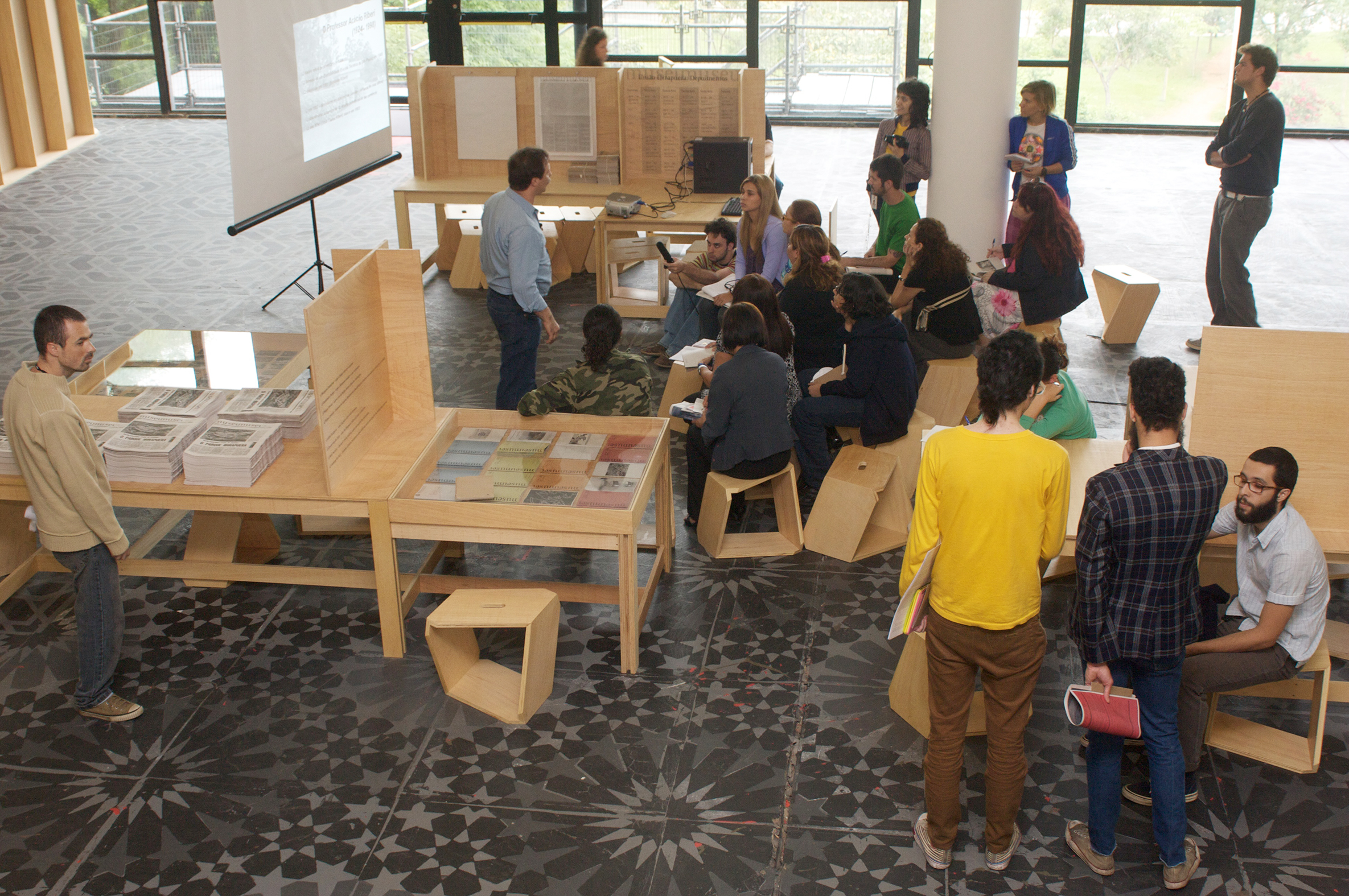
União Cultural Ibirapuera (28a. Bienal de São Paulo). Apresentações com Felipe Chaimovich e Paulo Gomes Varela. Foto: Amilcar Packer (2008).

Mabe Bethônico nasceu em Belo Horizonte, Minas Gerais, em 1966. Após o bacharelado em Belas Artes pela Universidade Federal de Minas Gerais, fez mestrado e doutorado em artes visuais no Royal College of Art, em Londres.
Atualmente, vive e trabalha entre Belo Horizonte e Genebra, Suíça, onde, em 2013, ela realizou sua pesquisa de pós-doutorado no Musée d'ethnographie de Genève com o apoio do CNPq (Conselho Nacional de Desenvolvimento Científico e Tecnológico).
Ela trabalha em diálogo com arquivos e outras instituições, com interesse por ficcionalização de fontes referenciais, e lida com os limites entre documentação e construção, evidenciando como a informação pode ser construída e re-trabalhada continuamente, questionando assim uma verdade instituída.
Com obras em processo ao longo de anos de trabalho, a prática de Mabe Bethônico é expandida no tempo, sendo que objetos e ações demarcam etapas de pesquisa e execução. A artista e pesquisadora viabiliza o seu trabalho em uma amplitude de formatos, tais como: instalações, publicações, ensaios fotográficos, vídeos, objetos, textos e palestras, além de publicações como jornais e posters e websites.
Possui obras nos acervos  do Museu de Arte da Pampulha (Belo Horizonte), MAM e Pinacoteca de São Paulo, MALBA (Buenos Aires), Alkazi Foundation (Nova Déli), dentre outros. Desenvolveu instituições no âmbito ficcional/ documental, como o museumuseu, o Museu do Sabão e o Museu dos Assuntos Públicos, e é membro do projeto de artistas e teóricos World of Matter.

## Prêmios
- 2017: Finalista do Prêmio Videobrasil no 20º Festival de Arte Contemporânea do SESC_Videobrasil (São Paulo)[10]
- 2015: Finalista do Prêmio Marcantonio Vilaça (CNI SESI SENAI)[6]
- 2014: Prêmio de Honra ao Mérito IPHAN - Arte e Patrimônio[6]
- 2013: Finalista do Visible Award da Fondazione Pistoleto e Fondazione Zegna’s Art Projects – VanAbbe Museum (Holanda)[6][11]
- 2013: Prêmio Edições CAPACETE do Ministério da Cultura (Rio de Janeiro)[6]
- 2012: Indicação para Prêmio Pipa de Arte Contemporânea, Prêmio Investidor Profissional de Arte[9]
- 2002: Indicação para o III Prêmio do Instituto Cultural Sérgio Motta[12]
- 1998: Aylesford Newsprint Renaissance Art Awards (Londres)[13]
- 1996: RTZ Travel Award (Londres)[13]
- 1994: Prêmio no 14º Salão Nacional de Artes Plásticas da Funarte, FUNARTE/IBAC (Rio de Janeiro)[13]
- 1993: The Matthews Wrightson Trust Award - Prêmio Artista Estrangeiro, Royal College of Art (Londres)[13]
- 1993: The Daler-Rowney Prize - Prêmio de Desenho (Londres)[13]
- 1993: Grande Prêmio de Gravura, Alkazzi Foundation (Londres)[13]
- 1993: The IBM Art in Technology Award, IBM United Kingdom Ltd. (Londres)[13]